# Piedra Parada, Guerrero
Piedra Parada är en ort i Mexiko.   Den ligger i kommunen San Marcos och delstaten Guerrero, i den södra delen av landet, 290 km söder om huvudstaden Mexico City. Piedra Parada ligger 104 meter över havet och antalet invånare är 439.
Terrängen runt Piedra Parada är kuperad åt nordost, men åt sydväst är den platt. Runt Piedra Parada är det ganska glesbefolkat, med 34 invånare per kvadratkilometer. Närmaste större samhälle är San Marcos, 2,7 km väster om Piedra Parada. Omgivningarna runt Piedra Parada är en mosaik av jordbruksmark och naturlig växtlighet.